# Dacnusa kaszabi
Dacnusa kaszabi är en stekelart som beskrevs av Papp 2004. Dacnusa kaszabi ingår i släktet Dacnusa och familjen bracksteklar. Inga underarter finns listade i Catalogue of Life.